# Luigi Indelli
Luigi Indelli (Napoli, secondo altra fonte Monopoli, 14 gennaio 1828 – Roma, 20 febbraio 1903) è stato un politico italiano.

## Biografia
Laureato in giurisprudenza a Napoli, partecipa ai moti del 1848. Nel 1860 è segretario di stato di Garibaldi, dopo la proclamazione del Regno d'Italia è questore di Napoli e presidente della Corte d'appello a Napoli, Roma e Frosinone. Liberale di sinistra, viene eletto per la prima volta deputato nel 1874: alla Camera è relatore di molti disegni di legge, alcuni contro i privilegi fiscali della chiesa e dei vescovi. Il 20 maggio 1883 firma per conto del governo italiano la Convenzione di Parigi per la protezione della proprietà industriale.